# Gelehrsamkeit
Gelehrsamkeit, oft auch Gelehrtheit, ist das Wort des 17. bis 19. Jahrhunderts für
- akademische, universitäre, wissenschaftliche Bildung eines Menschen,
- für die wissenschaftliche Qualität einer bestimmten Arbeit,
- für die Gesamtheit aller, die wissenschaftlich gebildet sind und der res publica literaria angehören.

Das meistgebrauchte aus dem Lateinischen abgeleitete Synonym war „Erudition“. Das Wort „Literatur“ legte den Akzent mehr auf die publizierte Wissenschaft. „Learning“ war das gleichbedeutende englische Wort.
Das Wort wich im 19. Jahrhundert dem allgemeinen Wort Bildung, das nun die genaueren Unterteilungen findet wie „universitäre Bildung“, „Allgemeinbildung“.